# 시타오 미우
시타오 미우(일본어: 下尾 みう したお　みう[*], Shitao Miu, 2001년 4월 3일 ~ )는 일본의 여성 아이돌 그룹 AKB48의 멤버이다.

## 내력
2014년 
- 야마구치 팀8 오디션에 합격
- 4월 3일, AKB48 팀8 멤버로써 첫 등장.
- 8월 6일, AKB48 팀8 1st 공연 'PARTY가 시작돼요'에서 극장 데뷔하였다.

2017년
- 8월 8일, 나고야에서 열린 '에이또의 날'행사에서 발표된 게닌 토프리도 프로듀스 공연 상세 사항에서 쇼니치 멤버로는 발탁되지 못했지만 3명의 센터중에 한명으로 선발되는 것이 발표되었다.
- 12월 8일, AKB 12주년 극장공연에서 2018년 봄부터 가동되는 팀A에 겸임이 발표되었다.

2018년
- 6월 12일, 팀A 6th 공연 '목격자 (리바이벌)'에서 듀엣곡으로 바뀐 '사랑스러운 악셀' 무대에 고토 모에와 함께 출연한다.
- 6월부터 PRODUCE 48에 출연한다.
- AKB48 54번째 싱글 NO WAY MAN에 선발되었다.

2019년
- AKB48 55번째 싱글 지와루 DAYS에 선발되었다.

2022년
- 12월 23일, 자신의 트위터에서 소속사 Vernalossom에 이적하는 것을 발표.

2023년
- 4월 2일, 소속사 Superball에 이적하는 것을 발표.

## AKB48에서의 참가곡

### 싱글 CD 선발곡
- 〈心のプラカード 마음의 플래카드〉에 수록
  - 47の素敵な街へ / 47의 멋진 거리에 - 팀8 명의
- 〈望的リフレイン 희망적 리프레인〉에 수록
  - 制服の羽根 / 제복의 날개 - 팀8 명의
- 〈Green Flash〉에 수록
  - 挨拶から始めよう / 인사부터 시작하자 - 팀8 명의
- 〈唇にBe My Baby 입술에 Be My Baby〉에 수록
  - あまのじゃくバッタ / 심술꾸러기 메뚜기 - Team 8 명의
- 〈翼はいらない 날개는 필요 없어〉에 수록
  - 夢へのルート / 꿈으로의 길 - Team 8 명의
- 〈ハイテンション 하이텐션〉에 수록
  - '思春期のアドレナリン / 사춘기의 아드레날린 - Team 8 West 명의
- 11月のアンクレット / 11월의 앵클릿에 수록
  - 生きることに熱狂を! / 사는 것에 열광을! - Team 8 명의
- Teacher Teacher
  - ロマンティック準備中 / 로맨틱 준비중 - Team A 명의

### 앨범 CD 수록곡
- 《ここがロドスだ、ここで跳べ! 여기가 로도스다, 여기서 뛰어라!》에 수록
  - へなちょこサポート / 풋내기 서포트 - 팀8 명의
- 《0と1の間 0과 1 사이》에 수록
  - 一生の間に何人と出逢えるのだろう / 평생 몇 명이나 사람을 만나는 걸까 - 팀8 명의

## 출연

### TV 프로그램
- AKBINGO! (부정기 출연, 닛폰 TV)
- PRODUCE 48 (Mnet)